# 河村孝 (サッカー選手)
河村 孝（かわむら たかし、1968年6月20日 - ）は、山口県阿武郡旭村（現萩市）出身の元サッカー選手(FW)、サッカー指導者（JFA公認B級コーチ）。
日本プロサッカーリーグ（Jリーグ）・レノファ山口FCを運営する株式会社レノファ山口の代表取締役社長を務めた。

## 来歴
山口県立山口高等学校出身。高校時代は3年連続で全国高等学校サッカー選手権大会に出場、2年次の第63回大会ではベスト8入りした。
1987年、日本サッカーリーグ（JSL）のマツダSC（現サンフレッチェ広島）に入団する。同期に森保一がいる。1989年マツダとプロ契約を結ぶ。このころにマンチェスター・ユナイテッドのリザーブチームであるマンチェスター・ユナイテッドFC.リザーブへ留学経験がある。
1992年Jリーグが始まると横浜フリューゲルスへ移籍した。長身をいかした空中戦の強さが特徴 であったが、Jリーグ公式戦の出場は無く、サテライトでのみプレーした。その後は大塚製薬サッカー部（現徳島ヴォルティス）、福岡ブルックス（現アビスパ福岡）でプレーした。不整脈を発症したことから1995年を以って引退した。
現役引退後、地元山口県に戻り1997年にFCレオーネ（現レオーネ山口）を設立する。以降は同代表及びコーチとして活躍、教え子に田中陽子や原川力がいる。2005年にレオーネおよびアディダスフットサルパーク山口を運営する（株）ヴィンツァーレを立ち上げている。
2012年、ゼネラルマネージャー (GM) の宮成隆からのオファーを受けて、当時中国リーグ所属のレノファ山口FC監督に就任。日本フットボールリーグ (JFL) 昇格を目指した ものの、同年度の中国リーグ4位、同年度の全社では2回戦敗退したことにより、JFL昇格はならなかった。GMの宮成の体調悪化もあり、監督を務める中で「（レノファが）フロントもあってないような感じで、クラブのフィロソフィーも感じられなかった」との思いから、シーズン終了後同年度を持って監督を退任して宮成の後任のGMに就任した。GM就任後はクラブ改革に手腕を発揮。2013年11月には運営組織の株式会社化を行い、株式会社レノファ山口の代表取締役社長に就任した。2014年にはマツダでの同僚だった上野展裕を招聘し、JFLからJ3・J2へのステップアップを経営面から支えた。
2022年1月15日付けで株式会社レノファ山口代表取締役社長を退任したことがクラブから発表された（後任に小山文彦）。同月末のJリーグ理事会を持ってJリーグ実行委員を退任、代表取締役の任も解かれ顧問に就任するが、サガン鳥栖運営会社である株式会社サガン・ドリームスの内田弘会長（ベストアメニティ代表取締役会長）の誘いを受け、2022年4月23日付けでサガン・ドリームスの取締役に就任した。
2023年12月30日にFC刈谷の運営法人である三河ベイフットボールクラブ強化部長に転じ、翌年5月4日にゼネラルマネージャーに就任した。

## 個人成績
| 国内大会個人成績 | 国内大会個人成績 | 国内大会個人成績 | 国内大会個人成績 | 国内大会個人成績             | 国内大会個人成績          | 国内大会個人成績 | 国内大会個人成績 | 国内大会個人成績 | 国内大会個人成績 | 国内大会個人成績 | 国内大会個人成績 |
| 年度             | クラブ           | 背番号           | リーグ           | リーグ戦                     | リーグ戦                  | リーグ杯         | リーグ杯         | オープン杯       | オープン杯       | 期間通算         | 期間通算         |
| 年度             | クラブ           | 背番号           | リーグ           | 出場                         | 得点                      | 出場             | 得点             | 出場             | 得点             | 出場             | 得点             |
| 日本             | 日本             | 日本             | 日本             | リーグ戦                     | リーグ戦                  | JSL杯/ナビスコ杯 | JSL杯/ナビスコ杯 | 天皇杯           | 天皇杯           | 期間通算         | 期間通算         |
| ---------------- | ---------------- | ---------------- | ---------------- | ---------------------------- | ------------------------- | ---------------- | ---------------- | ---------------- | ---------------- | ---------------- | ---------------- |
| 1987-88          | マツダ           |                  | JSL1部           | 0                            | 0                         |                  |                  |                  |                  |                  |                  |
| 1988-89          | マツダ           |                  | JSL2部           |                              |                           |                  |                  |                  |                  |                  |                  |
| 1989-90          | マツダ           |                  | JSL2部           | 18                           | 0                         | 0                | 0                |                  |                  |                  |                  |
| 1990-91          | マツダ           | 19               | JSL2部           | 17                           | 8                         | 2                | 1                |                  |                  |                  |                  |
| 1991-92          | マツダ           | 19               | JSL2部           | 3                            | 0                         | 0                | 0                |                  |                  |                  |                  |
| 1992             | 横浜F            | -                | J                | -                            | -                         | 0                | 0                | 0                | 0                | 0                | 0                |
| 1993             | 横浜F            | -                | J                | 0                            | 0                         | 0                | 0                | 0                | 0                | 0                | 0                |
| 1994             | 大塚             | 11               | 旧JFL            |                              |                           | -                | -                |                  |                  |                  |                  |
| 1995             | 福岡B            |                  | 旧JFL            |                              |                           | -                | -                |                  |                  |                  |                  |
| 通算             | 日本             | 日本             | J                | 0                            | 0                         | 0                | 0                | 0                | 0                | 0                | 0                |
| 通算             | 日本             | 日本             | JSL1部           | 3                            | 0\|\|\|\|\|\|\|\|\|\|\|\| |                  |                  |                  |                  |                  |                  |
| 通算             | 日本             | 日本             | JSL2部           | \|\|\|\|\|\|\|\|\|\|\|\|\|\| |                           |                  |                  |                  |                  |                  |                  |
| 通算             | 日本             | 日本             | 旧JFL            | \|\|\|\|\|\|\|\|\|\|\|\|\|\| |                           |                  |                  |                  |                  |                  |                  |
| 総通算           | 総通算           | 総通算           | 総通算           | \|\|\|\|\|\|\|\|\|\|\|\|\|\| |                           |                  |                  |                  |                  |                  |                  |

- JSL（1部）初出場：1991年11月17日 対全日空戦 (長崎県営総合運動公園陸上競技場)

## 参考資料
- 『1990-1991JSLイヤーブック』日本サッカーリーグ編、南雲堂、1990 ISBN 4-523-31032-7
- 『1991-1992JSLイヤーブック』日本サッカーリーグ編、南雲堂、1991 ISBN 4-523-31033-5
- 『日本サッカーリーグ全史』日本サッカーリーグ、1993
- 『Jリーグオフィシャルガイド1992-1993』、小学館、1992 ISBN 4-09-102301-0
- 『Jリーグオフィシャルガイド1993・サントリーシリーズ』、小学館、1993 ISBN 4-09-102303-7
- 『Jリーグオフィシャルガイド1993・ニコスシリーズ ヤマザキナビスコカップ』、小学館、1993 ISBN 4-09-102305-3
- 『Jリーグオフィシャルレコード&データ1994』、小学館、1994 ISBN 4-09-102309-6
- 『Jリーグオフィシャルレコード&データ1995』、小学館、1995 ISBN 4-09-102317-7
- レノファ山口FC J3優勝＆J2昇格記念 公式メモリアルブック. レノファ山口FC. (2015-12-28). p. 17-20. ISBN 978-4-908199-05-9